# André Bahia
André Bahia, född 24 november 1983, är en brasiliansk fotbollsspelare.
I juli 2003 blev han uttagen i Brasiliens trupp till Concacaf Gold Cup 2003.